# Журиничи
Жури́ничи — село в Брянском районе Брянской области России. Административный центр Журиничского сельского поселения. Расположено в 12 км к северу от посёлка городского типа Белые Берега. Население — 330 человек (2010).
30 мая 2013 года село Журиничи удостоено почётного звания «Село партизанской славы».

## История
Впервые упоминается в XVII веке как деревня в составе Батоговской волости Брянского уезда. В XVIII веке — владение Панютиных, Небольсиных, Бахтиных, Тютчевых, Титовых; в XIX веке — также Толстых, И. А. Григорьева и др. Входила в приход села Батогова (ныне Лесное).
С 1861 по 1924 в Супоневской волости Брянского (с 1921 — Бежицкого) уезда. В 1899 году была открыта земская школа; около 1917 года был построен деревянный храм Святителя Николая (в 1936 г. был переоборудован в клуб, в 1942 г. сожжён немецкими оккупантами, до сегодняшнего дня не сохранился). В 1924—1929 гг. село Журиничи входило в состав Бежицкой волости; с 1929 года в Брянском районе.
Во время оккупации в годы Великой Отечественной войны в селе некоторое время располагалась база Брянского районного партизанского отряда М. П. Ромашина.
В начале октября 1941 г. в населенный пункт пришли фашистские оккупанты. С их приходом произошли массовые расстрелы семей коммунистов и председателей колхозов. Их дома и имущество их было сожжены. Оставшимися в живых жителями, тела жертв были похоронены за храмом. Большая часть мирного населения, в основном женщины и дети, были угнаны в концлагеря на территории Германии.
Второй раз каратели пришли 10 января 1942 г. В знак борьбы с партизанами была расстреляна часть жителей, а остальных погнали в Белые Берега. Деревню сожгли дотла, и убежавшие от карателей вынуждены были зимовать в землянках.

## Русская православная церковь
- В 1998 году в приспособленном помещении бывшего сельского клуба открыт новоустроенный храм Введения во храм Пресвятой Богородицы
- В 2006 году при участии Н. П. Патрушева был сооружён деревянный храм во имя святой мученицы Антонины. В 2009 пострадал от пожара. Восстановлен в 2012 году.[4]

## Инфраструктура
Имеется отделение связи, сельская библиотека.

## Транспорт
Развит автомобильный и железнодорожный транспорт. Действует железнодорожная платформа (19 км) на линии Брянск—Дудорово. Ныне железнодорожная линия ликвидирована.